# Lijst van voetbalinterlands Hongkong - Macau
Deze lijst van voetbalinterlands is een overzicht van alle officiële voetbalwedstrijden tussen de nationale teams van Hongkong en Macau. De landen speelden tot op heden veertien keer tegen elkaar. De eerste ontmoeting, een vriendschappelijke wedstrijd, werd gespeeld in Macau op 17 juni 1984. Het laatste duel, eveneens een vriendschappelijke wedstrijd, vond plaats op 19 maart 2025 in Hongkong.

## Wedstrijden
| №  | Plaats    | Datum            | Competitie                      | Wedstrijd        | Uitslag |
| -- | --------- | ---------------- | ------------------------------- | ---------------- | ------- |
| 1  | Macau     | 17 juni 1984     | Vriendschappelijk               | Macau – Hongkong | 0 – 3   |
| 2  | Macau     | 28 april 1985    | WK 1986 kwalificatie            | Macau – Hongkong | 0 – 2   |
| 3  | Hongkong  | 4 mei 1985       | WK 1986 kwalificatie            | Hongkong – Macau | 2 – 0   |
| 4  | Hongkong  | 1 juni 1985      | Vriendschappelijk               | Hongkong – Macau | 2 – 0   |
| 5  | Pyongyang | 3 juni 1992      | Azië Cup 1992 kwalificatie      | Hongkong – Macau | 2 – 2   |
| 6  | Hongkong  | 1 februari 1996  | Azië Cup 1996 kwalificatie      | Hongkong – Macau | 4 – 1   |
| 7  | Macau     | 28 mei 2000      | Vriendschappelijk               | Macau – Hongkong | 0 – 1   |
| 8  | Hongkong  | 24 februari 2003 | Oost-Azië Cup 2003 kwalificatie | Hongkong – Macau | 3 – 0   |
| 9  | Macau     | 3 juni 2006      | Vriendschappelijk               | Macau – Hongkong | 0 – 0   |
| 10 | Hongkong  | 10 juni 2007     | Vriendschappelijk               | Hongkong – Macau | 2 – 1   |
| 11 | Macau     | 19 november 2008 | Vriendschappelijk               | Macau – Hongkong | 1 – 9   |
| 12 | Kaohsiung | 10 oktober 2010  | Vriendschappelijk               | Hongkong – Macau | 4 – 0   |
| 13 | Kaohsiung | 2 oktober 2011   | Vriendschappelijk               | Hongkong – Macau | 5 – 1   |
| 14 | Hongkong  | 19 maart 2025    | Vriendschappelijk               | Hongkong − Macau | 2 − 0   |

## Samenvatting
| Competitie                 | Totaal gespeeld | Winst Hongkong | Gelijk | Winst Macau | Doelsaldo Hongkong – Macau |
| -------------------------- | --------------- | -------------- | ------ | ----------- | -------------------------- |
| WK-kwalificatie            | 2               | 2              | 0      | 0           | 4 − 0                      |
| Azië Cup-kwalificatie      | 2               | 1              | 1      | 0           | 6 − 3                      |
| Oost-Azië Cup-kwalificatie | 1               | 1              | 0      | 0           | 3 − 0                      |
| Vriendschappelijk          | 8               | 7              | 1      | 0           | 19 − 2                     |
| Totaal                     | 13              | 11             | 2      | 0           | 32 − 5                     |

HKFA · 
Lijst van A-internationals · 
Hongkongs vrouwenelftal
1960 – 1969 ·
1970 – 1979 ·
1980 – 1989 ·
1990 – 1999 ·
2000 – 2009 ·
2010 – 2019 ·
2020 − 2029
Afghanistan ·
Argentinië ·
Australië ·
Bahrein ·
Bangladesh ·
Bhutan ·
Brazilië ·
Brunei ·
Cambodja ·
Canada ·
China ·
Colombia ·
Denemarken ·
Estland ·
Fiji ·
Filipijnen ·
Guam ·
India ·
Indonesië ·
Irak ·
Iran ·
Israël ·
Japan ·
Jemen ·
Joegoslavië ·
Jordanië ·
Koeweit ·
Kroatië ·
Laos ·
Libanon ·
Liechtenstein ·
Macau ·
Malediven ·
Maleisië ·
Marokko ·
Mauritius ·
Mongolië ·
Myanmar ·
Nepal ·
Noord-Korea ·
Noorwegen ·
Oezbekistan ·
Oman ·
Oost-Timor ·
Palestina ·
Paraguay ·
Qatar ·
Salomonseilanden ·
Saoedi-Arabië ·
Singapore ·
Sri Lanka ·
Syrië ·
Tadzjikistan ·
Taiwan ·
Thailand ·
Turkmenistan ·
Verenigde Arabische Emiraten ·
Vietnam ·
Zuid-Korea ·
Zuid-Vietnam ·
Zwitserland
AFM · 
A-internationals · 
Macaus vrouwenelftal
1980 – 1989 · 
1990 – 1999 · 
2000 – 2009 · 
2010 – 2019 ·
2020 − 2029
Bangladesh ·
Bhutan ·
Brunei ·
Cambodja ·
China ·
Filipijnen ·
Guam ·
Hongkong ·
India ·
Irak ·
Japan ·
Kazachstan ·
Kirgizië ·
Koeweit ·
Laos ·
Maleisië ·
Mauritius ·
Mongolië ·
Myanmar ·
Nepal ·
Noord-Korea ·
Oman ·
Pakistan ·
Salomonseilanden ·
Saoedi-Arabië ·
Singapore ·
Sri Lanka ·
Tadzjikistan ·
Taiwan ·
Thailand ·
Vietnam ·
Zuid-Korea